# Vaivere
Koordinaten: 58° 16′ N, 22° 35′ O
Vaivere (deutsch Waiwere) ist ein Dorf (estnisch küla) auf der größten estnischen Insel Saaremaa. Es gehört zur Landgemeinde Saaremaa (bis 2017: Landgemeinde Lääne-Saare) im Kreis Saare.

## Einwohnerschaft und Lage
Das Dorf hat 97 Einwohner (Stand 1. Januar 2016). Seine Fläche beträgt 4,23 km².
Der Ort liegt sechs Kilometer nordöstlich der Inselhauptstadt Kuressaare. Er wurde erstmals 1444 urkundlich erwähnt.